# シバの女王ベルキス
『シバの女王ベルキス』（シバのじょおうベルキス、伊: Belkis, Regina di Saba）は、オットリーノ・レスピーギが最後に手掛けたバレエ音楽で、1930年から1931年にかけて作曲された。
レスピーギの「ローマ三部作」と呼ばれる一連の作品群、交響詩『ローマの噴水』『ローマの松』『ローマの祭り』以上に大きな編成が要求される規模の大きな楽曲である。バレエの全曲は80分を要し、オフステージ、バンダなどの楽器群、合唱、独唱群をも必要とする大がかりな内容から、十数回の公演が初演時に行われて以降、現在に至るまでほとんどレパートリーとしては定着していない。アラビア風な旋律を用いて異国的な雰囲気を醸し出したり、多種多様な打楽器群を用いたりする手法により、レスピーギらしい色彩感豊かな世界を描き出している。
作曲者自身により、バレエ音楽の流れに沿った形で2つの組曲が編む構想があったが、結果的に1934年に4部から成る1つの組曲が編まれた。本項は主に組曲版について説明する。

## 概略
- 演奏時間：約80分（バレエ全曲）、約23分（組曲）
- 初演（バレエ）：1932年1月23日（ミラノ・スカラ座にて）

## 楽器編成
以下の記述は組曲版に準ずる。
木管楽器群
ピッコロ
2 フルート
2 オーボエ
コーラングレ
ピッコロ・クラリネット（D調およびE♭調）
2 クラリネット（B♭調）
バスクラリネット（A調およびB♭調）
2 ファゴット
コントラファゴット
金管楽器群
4 ホルン（F調）
4 トランペット（B♭調）
4 トロンボーン
打楽器群
ティンパニ
Tamburo Arabo（ダラブッカ）
タンバリン
スネアドラム
トライアングル
シンバル
銅鑼
バスドラム
シロフォン
グロッケンシュピール
チェレスタ
そのほかバンダなど
2 ハープ
ピアノ
オフステージのテノール、またはトランペット
3 トランペット（B♭調）
2 Tamburi di guerra（戦太鼓、小型および大型）
弦楽器群
第1ヴァイオリン
第2ヴァイオリン
ヴィオラ
チェロ
コントラバス

## 楽曲構成

### 組曲版
組曲は、次の4曲から構成される。演奏上の効果を鑑み、第2曲と第3曲を入れ替えて演奏されることがある。
1. ソロモンの夢(Il sogno di Salomone)
弦楽器による弱奏から始まり、管楽器が呼応するように旋律を奏でる。それに続き、コーラングレが効果的に用いられた異国風の旋律を奏でる。始まりから3分前後付近で曲想が変わり、弦楽器による力強いきっかけに続いて、金管楽器群が咆哮する。一旦落ち着き、チェロのソロとハープが印象的な部分に続き、同様の旋律を弦楽器群が演奏する。オーボエの橋渡しにより、主題が再現される。次第に弱まり、ピッツィカートにより曲を閉じる。
2. 夜明けのベルキスの踊り(La danza di Belkis all'aurora)
短い前奏部分に続き、フルートによる長い叙情的なソロ。チェレスタやクラリネットによる繋ぎを挟み、コールラングレによりソロが演奏され、いくつかの楽器を経て、弦楽器が加わり若干盛り上がる。似たような形式を繰り返し、最後はハープの奏でる分散和音に乗り、やや不協和音気味に、静かに曲は終わる。
3. 戦いの踊り(Danza guerresca)
金管楽器群と打楽器群により力強くリズムが刻まれ始まる。徐々に厚みを増し一旦盛り上がった後、総休止をはさみ、戦太鼓の伴奏に乗ったピッコロ・クラリネットにより民族的な旋律が演奏され、様々な楽器群が加わる。金管楽器群が細かいリズムを刻みながら、2拍子と3拍子がめぐるましく入れ替わりながら旋律が乗り、最高潮に達したところで、ホルンの余韻を残しながら曲を閉じる。
4. 狂宴の踊り(Danza orgiastica)
木管と弦楽器群による劇的な導入部に続き、木管楽器群が踊りの主題を開始する。不協和音の伴奏や打楽器群も効果的に盛り上げ、狂喜乱舞を表現。曲はいったん静まり、オフステージよりテノールのヴォカリーズ、またはトランペットによるソロが穏やかに奏でられる。続いて踊りの調子が戻り、木管楽器群にティンパニの強打が加わり、弦楽器群・金管楽器群も入って興奮は更に盛り上がっていく。その頂点でコーダに入り、1楽章の最後に出てきた旋律が輝かしい響きをもって再現され、激しく華々しく曲を閉じる。

## その他
- 「ローマ三部作」には様々な指揮者・オーケストラによる録音が存在するのと対照的に、この組曲の録音は数えるほどしかなかったが、近年は大植英次指揮ミネソタ管弦楽団、ウラディーミル・アシュケナージ指揮オランダ放送フィルハーモニー管弦楽団、ジェフリー・サイモン指揮フィルハーモニア管弦楽団など数種類が発売されている。
- この曲は、吹奏楽編曲で演奏される機会がしばしばある（作曲者自身による吹奏楽版は存在せず、他の編曲家によるものである。編曲譜も複数種類存在する）。特に、日本においては、アマチュアの吹奏楽団がコンクールで8分程度に抜粋短縮して演奏する例は多い。
- 2005-2006年のシーズンに女子フィギュアスケートシングルにおいて、アメリカのキミー・マイズナーがフリープログラムでこの曲（ただし4分以内に収めるため大幅な編集が行われている）で演技し、トリノオリンピックで6位入賞、翌月開催された世界選手権では優勝を果たした。ちなみにそれ以前は、フィギュアスケートでレスピーギの楽曲が使われることはほとんど無かった。
- ディー・エヌ・エーとバンダイナムコミュージックライブが2023年6月28日よりサービスを開始し、2024年4月9日にサービス終了したスマートフォン向けゲーム「takt op. 運命は真紅き旋律の街を」に実装されていたキャラクター（ムジカート）の中に、本作を萌え擬人化した『シバの女王ベルキス』（声 - 高橋李依）が登場する[2]。